# Eirenis coronella
Eirenis coronella är en ormart som beskrevs av Schlegel 1837. Eirenis coronella ingår i släktet Eirenis och familjen snokar. IUCN kategoriserar arten globalt som livskraftig.
Arten förekommer med flera från varandra skilda populationer på norra Arabiska halvön och i angränsande områden norrut till södra Turkiet och västerut till Sinaihalvön (Egypten). Honor lägger ägg.

## Underarter
Arten delas in i följande underarter:
- E. c. coronella
- E. c. fennelli
- E. c. ibrahimi